# Чогьял
Чогьял (тиб. ཆོས་རྒྱལ, «праведный правитель») — титул монархов Сиккима. Находились у власти с 1642 по 1975 год. В 1975 году монархия была упразднена, и Сикким вошёл в состав Индии в качестве 22-го штата.
Кроме того, титул чогьяла («Дхарма Раджа» — «Духовный правитель») присваивали в различных гималайских государствах особым духовным правителям. Так, в Бутане чогьялы считались реинкарнацией основателя королевства Бутан Шабдрунга Нгаванга Намгьяла. Титул чогьяла имел значение выше, чем Дже Кхенпо, самый высокий монашеский чин, и выше, чем чин временного правителя, Деб или Деси. Тибетский духовный учитель Намхай Норбу Ринпоче имеет титул чогьяла и считается реинкарнацией Шабдрунга Нгаванга Намгьяла.
С 1642 по 1975 год в Сиккиме находились у власти чогьялы (часто называемые королями) из династии Намгьял. Монархия была основана потомком в тринадцатом поколении принца Кхие Бумса, пришедшего в Сикким из Тибета. Правление чогьялов было предсказано Гуру Ринпоче, в VIII веке распространившим в Сиккиме буддизм. В 1642 году три почитаемых ламы Сиккима, один с севера, один с запада и один с юга, независимо друг от друга пришли в Юксом и провозгласили первым чогьялом Сиккима Пунцога Намгьяла.

## Список чогьялов Сиккима
| №  | Год рождения | Год начала правления | Правитель             | Важнейшие события во время правления |
| -- | ------------ | -------------------- | --------------------- | --- |
| 1  | 1604         | 1642                 | Пунцог Намгьял        | Вступил на трон и был провозглашён первым чогьялом Сиккима. Установил столицу в Юксоме. |
| 2  | 1644         | 1670                 | Тэнсунг Намгьял       | Перенёс столицу из Юксома в Рабденце. |
| 3  | 1686         | 1700                 | Чакдор Намгьял        | Сводная сестра Чакдора попыталась свергнуть его. Пьядор бежал в Лхасу и вернул власть при помощи тибетцев. |
| 4  | 1707         | 1717                 | Гьюрмед Намгьял       | Нападения непальцев на Сикким. |
| 5  | 1734         | 1734                 | Пунцог Намгьял II     | Непал захватил и разорил Рабденце, бывший столицей Сиккима. |
| 6  | 1769         | 1780                 | Тэнцзин Намгьял       | Чогьял бежал в Тибет и умер в изгнании. |
| 7  | 1785         | 1793                 | Цудпуд Намгьял        | Перенёс столицу из Рабденце в Тумлонг. Заключил Титалийский мир между Сиккимом и Британской Индией, территории, ранее отошедшие Непалу, были возвращены Сиккиму. В 1835 году сиккимский район Дарджилинг был «подарен» Британской Индии, в связи с его присоединением к Британской империи возросла напряжённость. |
| 8  | 1819         | 1863                 | Сидеконг Намгьял      | — |
| 9  | 1860         | 1874                 | Тхутоб Намгъял        | Клод Уайт назначен в 1889 году политическим посланником в Сиккиме. В 1894 году столица перенесена из Тумлонга в Гангток. |
| 10 | 1879         | 1914                 | Сидеконг Намгьял II   | — |
| 11 | 1893         | 1963                 | Таши Намгьял          | В 1950 году подписан договор с Индией о протекторате Сиккима. |
| 12 | 1923         | 1963                 | Палден Тондуп Намгьял | Был непопулярен у населения. Вынужден был отречься в 1975 году после проведённого референдума. Был женат на гражданке США Хоуп Кук. Умер в 1982 году. |
| —  | 1953         | 1982                 | Вангчук Намгьял       | Наследник трона, никогда не правил |